# IS-2 (Panzer)
Der schwere sowjetische Panzer IS-2 (JS-2) (von Iossif Stalin; deutsch Josef Stalin) war der Nachfolger des IS-1 und der wichtigste Vertreter der IS-Serie. Er zählt zu den stärksten Panzern, die im Zweiten Weltkrieg gebaut wurden.

## Entwicklung
Der unter dem Namen IS-122 entwickelte IS-2 (Objekt 240) basierte auf dem IS-85 (IS-1; Objekt 237). Er bestand anfangs aus der Wanne des IS-85 mit einem neuen Turm und einer Hauptwaffe größeren Kalibers.
Noch während der Entwicklung des IS-85 wurden die Fahrleistungen und die Panzerung als gut befunden, allerdings erschien die 85-mm-Kanone D-5T für einen schweren Panzer zu schwach. Als Alternativen boten sich die neuentwickelte D-10T im Kaliber 100 mm sowie die bewährte A-19 mit 122-mm-Kaliber an. Die D-10T zeigte bessere Durchschlagsleistungen gegen Panzerplatten, wäre aber erst im Frühjahr 1944 in Massenproduktion gegangen. Da die A-19 nicht wesentlich schlechter war, dafür aber eine wesentlich bessere Sprengwirkung hatte, entschied man sich für eine modifizierte A-19, nun D-25T genannt.
Da die D-25T im Vergleich zur D-5T größer und schwerer war, musste der Turm etwas vergrößert werden. Um das Gewicht nicht unnötig zu erhöhen, wurde die Panzerung an Turmheck und Turmseite um etwa 10 mm verringert. Der Nachteil der neuen Kanone war die Benutzung zweiteiliger Munition mit dementsprechend geringer Feuerrate sowie die nun lediglich vorhandenen 28 Schuss Munition. Dieser Panzer ging im Dezember 1943 als IS-122 in Serienproduktion. Anfang 1944 wurde dieser in IS-2, beziehungsweise genauer in IS-2 Modell 1943 umbenannt.
Bei den ersten Einsätzen Anfang 1944 zeigte sich eine unerwartet hohe Verlustrate, besonders auch gegen die kleineren deutschen 7,5-cm-Kanonen der StuG III und Panzerkampfwagen IV sowie der ähnlichen 7,5-cm-PaK 40. Bei vielen Tests und Beschussversuchen der Konstruktionsbüros wurde die Ursache in der ungünstigen stufenförmigen frontalen Wannenpanzerung gefunden. Diese verlief mit 60 mm Wandstärke bei 18 Grad Neigung erst recht flach, um dann um die ausfahrbare Sichtluke des Fahrers mit 120 mm bei 60 Grad steil anzusteigen. Daraufhin wurde eine neue gleichmäßig verlaufende Panzerplatte entwickelt, die eine durchgehende Stärke von 120 mm bei 30 Grad Neigung aufwies, ein Sichtschlitz für den Fahrer war nun fest eingebaut. Diese Version wurde dann als IS-2 Modell 1944 bezeichnet und befand sich ab Juni 1944 in Produktion. Vielfach wird der IS-2 Modell 1944 fälschlich als IS-2m bzw. IS-2M bezeichnet; einen IS-2M gab es aber erst in den 1950er-Jahren, als eine dem aktuellen Stand der Technik angepasste modifizierte Version des IS-2. Dieser erhielt unter anderem eine bessere Feuerleitanlage und eine verstärkte Panzerung.
Auf dem IS-2 aufbauend, wurde der IS-3 als Nachfolger entwickelt. Von 1944 bis 1945 wurden insgesamt 3475 IS-2 produziert und damit schon mehr als von den deutschen Tiger I und Tiger II zusammen.
Der General der Panzertruppe Hasso von Manteuffel berichtet in seinen Erinnerungen, dass bei den Kämpfen um Târgu Frumos im Mai 1944 die von ihm kommandierte Division Großdeutschland auf sieben IS-2 traf, die für ihn „die Vorherrschaft des Tigers“ brachen. Er ließ von den erbeuteten Panzern Bilder machen und führte sie zusammen mit einem Geschoss, um „die Größe der Kolosse“ zu veranschaulichen, Hitler auf dem Berghof vor.

## Vergleich mit gegnerischen deutschen Panzern

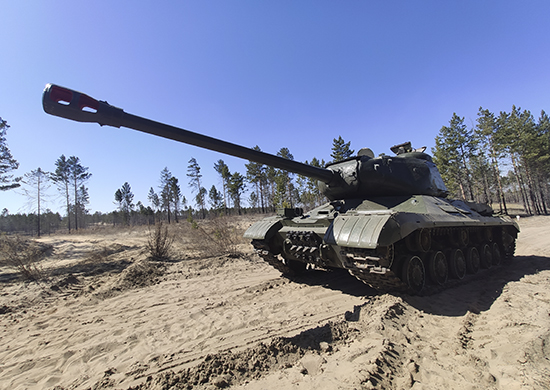
Ein restaurierter IS-2 auf einem Truppenübungsplatz des östlichen Militärbezirks (Russland, 2021).

Auch wenn der Panzerkampfwagen IV weder in Panzerung noch in Bewaffnung mit dem IS-2 mithalten konnte, hatte die Hauptwaffe des Panzer IV auf geringe Entfernungen (etwa 500 m), wie beispielsweise bei einem Hinterhalt, gute Chancen, die Panzerung des IS-2 von hinten oder seitlich zu durchschlagen. Wurde ein Panzer IV von einem IS-2 angegriffen, hatte er hingegen kaum Überlebenschancen. Es gibt Berichte, dass nicht-durchdringende Treffer nahe dem Turm eines Panzers IV diesen glatt absprengten.
Im Vergleich zum Panzerkampfwagen VI Tiger hatte der IS-2 trotz seines um 10 t geringeren Gewichts eine wirksamere Panzerung, da sie eine bessere Form aufwies. Große Nachteile des Tigers waren seine wenig oder kaum abgeschrägte Panzerung und sein vergleichsweise langsam drehender Turm. Die 122-mm-Kanone des IS-2 wies mehr oder weniger die gleiche Leistung auf wie die 8,8-cm-KwK des Tigers.
Im Vergleich zum Panzerkampfwagen V Panther war der IS-2 besser gepanzert und lediglich etwa 2000 kg schwerer. Der Panther wies durch seine höhere Motorleistung jedoch eine bessere Beweglichkeit auf dem Schlachtfeld auf. Die Kanone des Panthers war der 122-mm-Kanone des IS-2 geringfügig überlegen, sodass sich die beiden Panzer gegenseitig auf etwa 1000 Meter ausschalten konnten. Der IS-2 hatte zudem eine deutlich höhere Nachladezeit für seine Kanone als der Panther, wodurch der Panther im Kampfgeschehen einen klaren Vorteil erhielt. Schwächen der Panther waren die untermotorisierte Turmschwenkanlage, er konnte nur nahezu geradestehend den Turm schwenken, zu geringe seitliche Panzerung sowie ein anfälliges Laufwerk.
Im Vergleich zum Panzerkampfwagen VI Tiger II hatte der IS-2 die schlechtere Hauptwaffe und weniger Panzerung. Der Tiger II konnte den IS-2 bereits auf große Entfernungen bekämpfen, wodurch die bedeutend bessere Beweglichkeit des IS-2 ausgeglichen wurde. Im Gegensatz dazu war der IS-2 wesentlich leichter herzustellen als der Tiger II. Außerdem funktionierte die Turmdrehung des Tiger II nur, wenn der Panzer gerade stand. Der Tiger II konnte aufgrund seiner Masse viele Brücken nicht passieren, die für den IS-2 kein Problem darstellten.
Allgemein war die 122-mm-Kanone des IS-2 nicht für die Panzerbekämpfung auf größere Distanz geeignet, da die Flugbahn der vergleichsweise langsamen Geschosse stark gekrümmt verlief und die Waffe nur eine geringe Präzision aufwies. Auf kurze und mittlere Entfernung konnte sie jedoch alle Panzerungen feindlicher Panzer durchdringen.

## Technische Daten

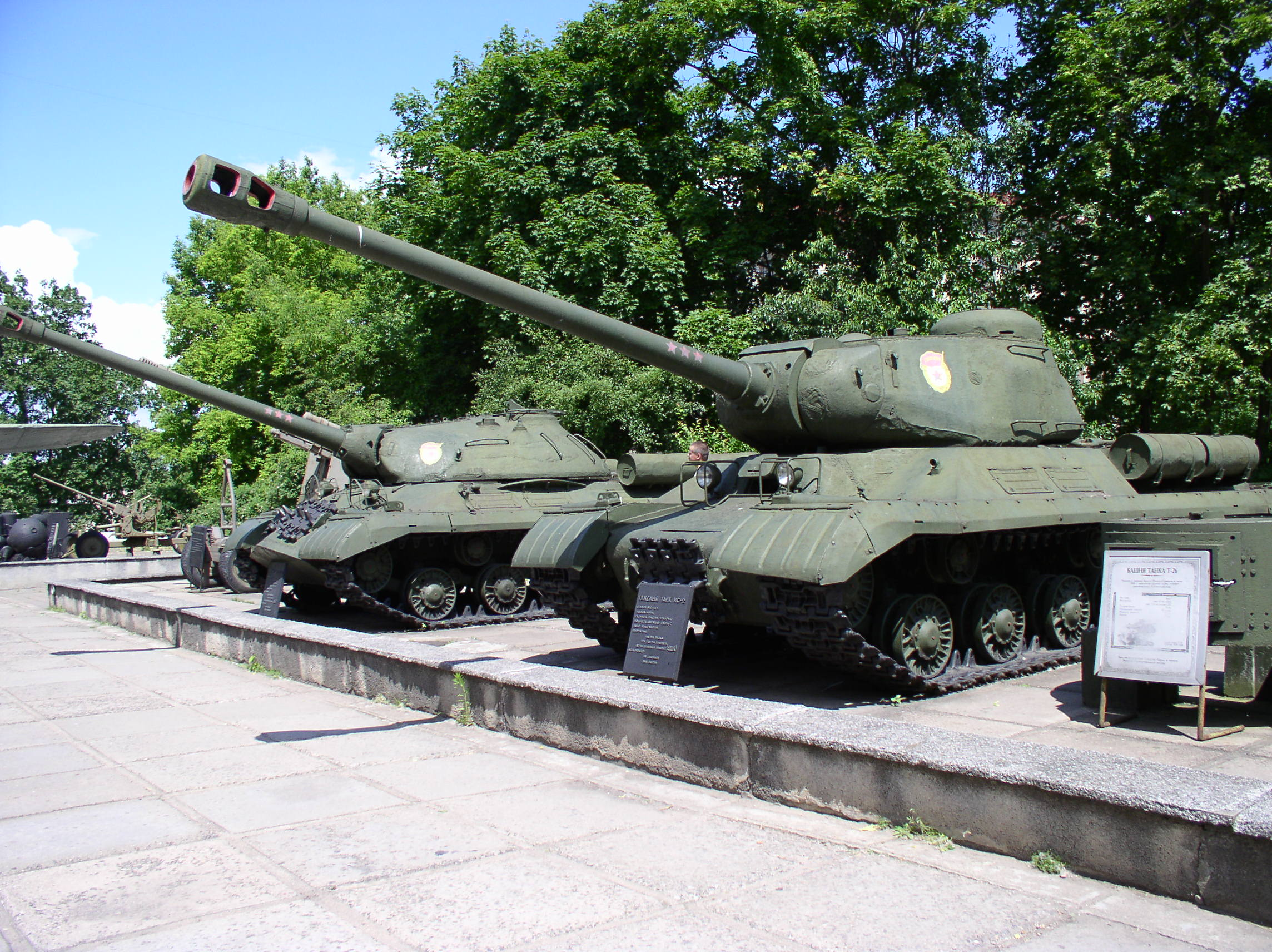
IS-2 Modell 1943 (vorne) und IS-3 (hinten)

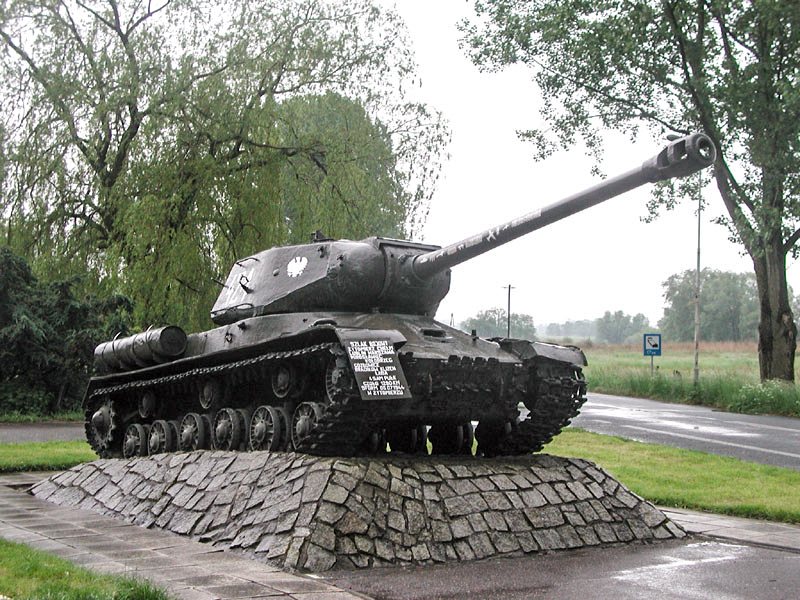
IS-2 Modell 1944 im polnischen Oderbruch

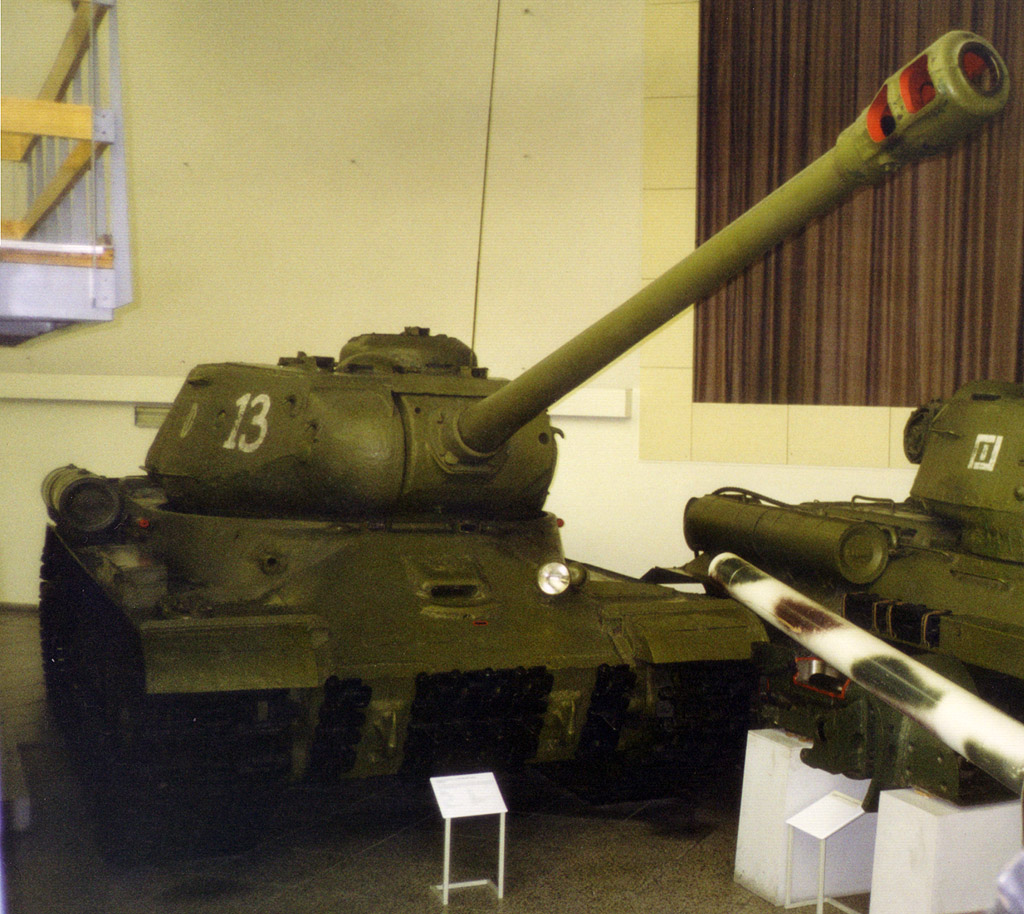
IS-2 Modell 1944 (Militärhistorisches Museum der Bundeswehr, Dresden)

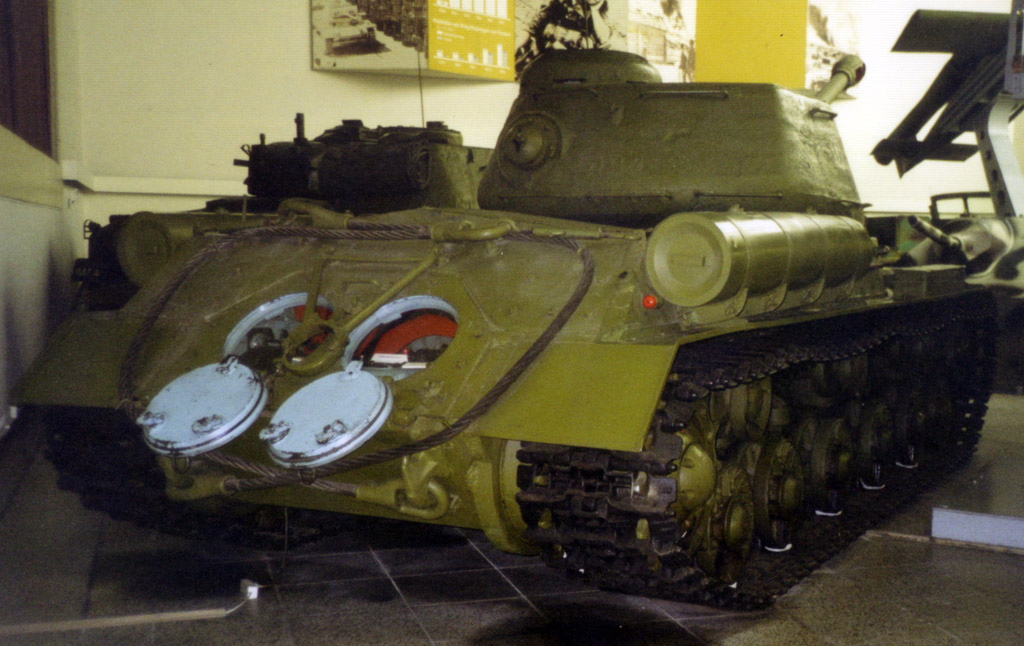
Heckansicht

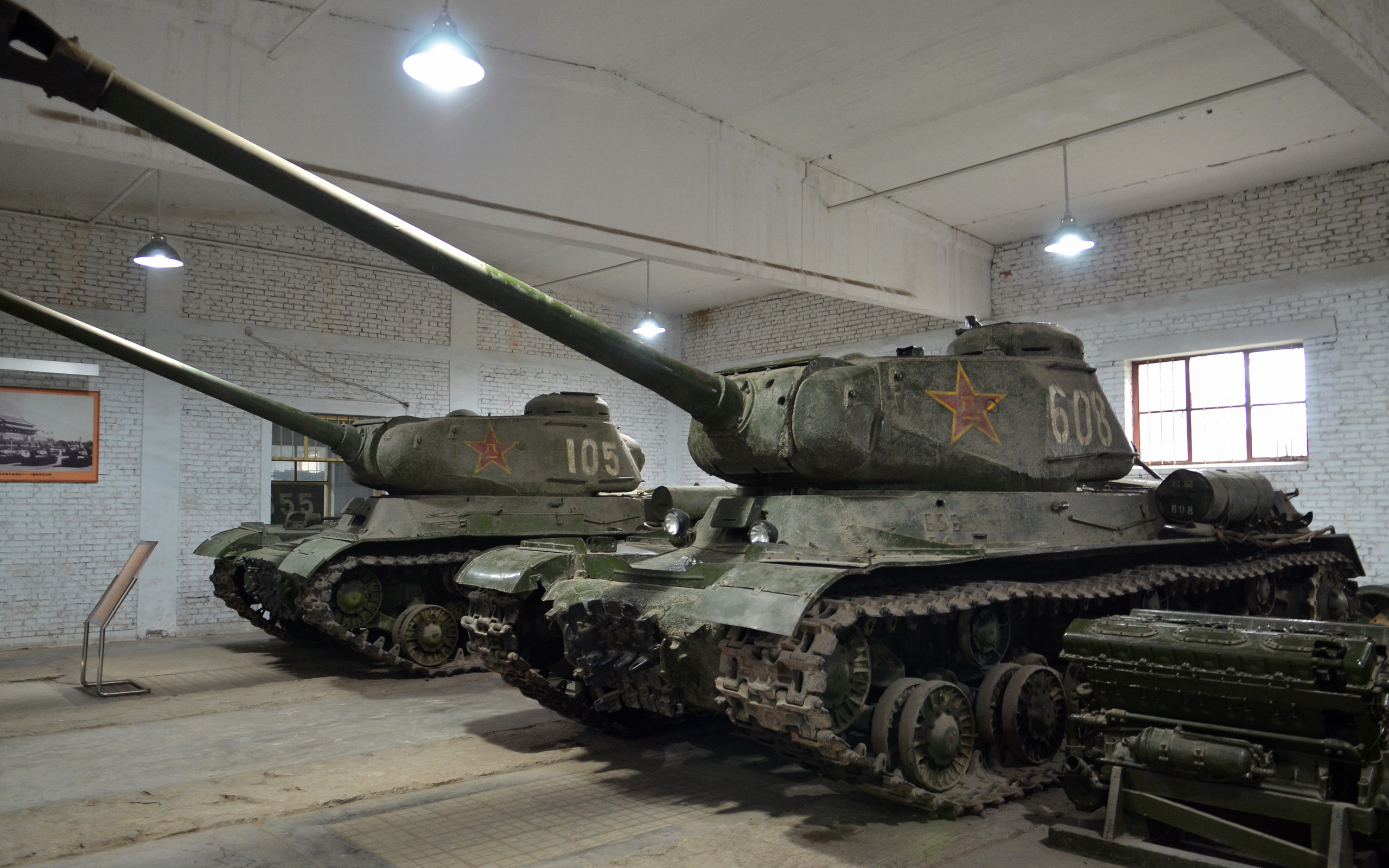
IS-2 der chinesischen Volksbefreiungsarmee

| Panzerkampfwagen IS-2         |                                             |
| 0Allgemeine Eigenschaften     |                                             |
| Besatzung                     | 4                                           |
| Gefechtsgewicht               | 46 t                                        |
| Bodendruck                    | 0,82 kg/cm²                                 |
| Länge                         | 9,90 m                                      |
| Breite                        | 3,09 m                                      |
| Höhe                          | 2,73 m                                      |
| Bodenfreiheit                 | 42 cm                                       |
| Kettenbreite                  | 65 cm                                       |
| 0Bewaffnung                   |                                             |
| Hauptbewaffnung               | 122-mm-Kanone                               |
| Sekundärbewaffnung            | 4 × MG                                      |
| Kampfbeladung HW              | 28 Geschosse                                |
| Kampfbeladung MG              | 2631 Schuss                                 |
| 0Fahrleistung                 |                                             |
| Motor                         | W-2IS, Diesel                               |
| Kühlung                       | Wasser                                      |
| Hubraum                       | 38,9 l                                      |
| Bohrung × Hub                 | 150 mm × 180 mm                             |
| maximale Drehzahl             | 2200/min                                    |
| PS                            | 520 PS                                      |
| Literleistung                 | 13,4 PS/l                                   |
| Leistungsgewicht              | 11,3 PS/t                                   |
| Getriebe                      | 8V, 2R (acht Vorwärts- zwei Rückwärtsgänge) |
| Höchstgeschwindigkeit Straße  | 37 km/h                                     |
| Höchstgeschwindigkeit Gelände | 19 km/h                                     |
| Kraftstoffvorrat              | 820 l                                       |
| Reichweite Straße             | 240 km                                      |
| Reichweite Gelände            | 210 km                                      |
| Lenkung                       | Lenkbremsen                                 |
| Laufrollen                    | 6                                           |
| Federung                      | Torsionsstäbe                               |
| Watfähigkeit                  | 130 cm                                      |
| 0Panzerung                    |                                             |
| Wannenbug 30–60°              | 60–120 mm (später 120 mm)                   |
| Wannenseite 75–90°            | 90 mm                                       |
| Wannenheck 41–49°             | 60 mm                                       |
| Wannenboden                   | 20 mm                                       |
| Turmfront                     | 100 mm                                      |
| Turmseite 72°                 | 90 mm                                       |
| Turmheck 60°                  | 90 mm                                       |
| Turmdach                      | 30 mm                                       |
| Stückzahl                     | 3475                                        |